# Cuyama Valley

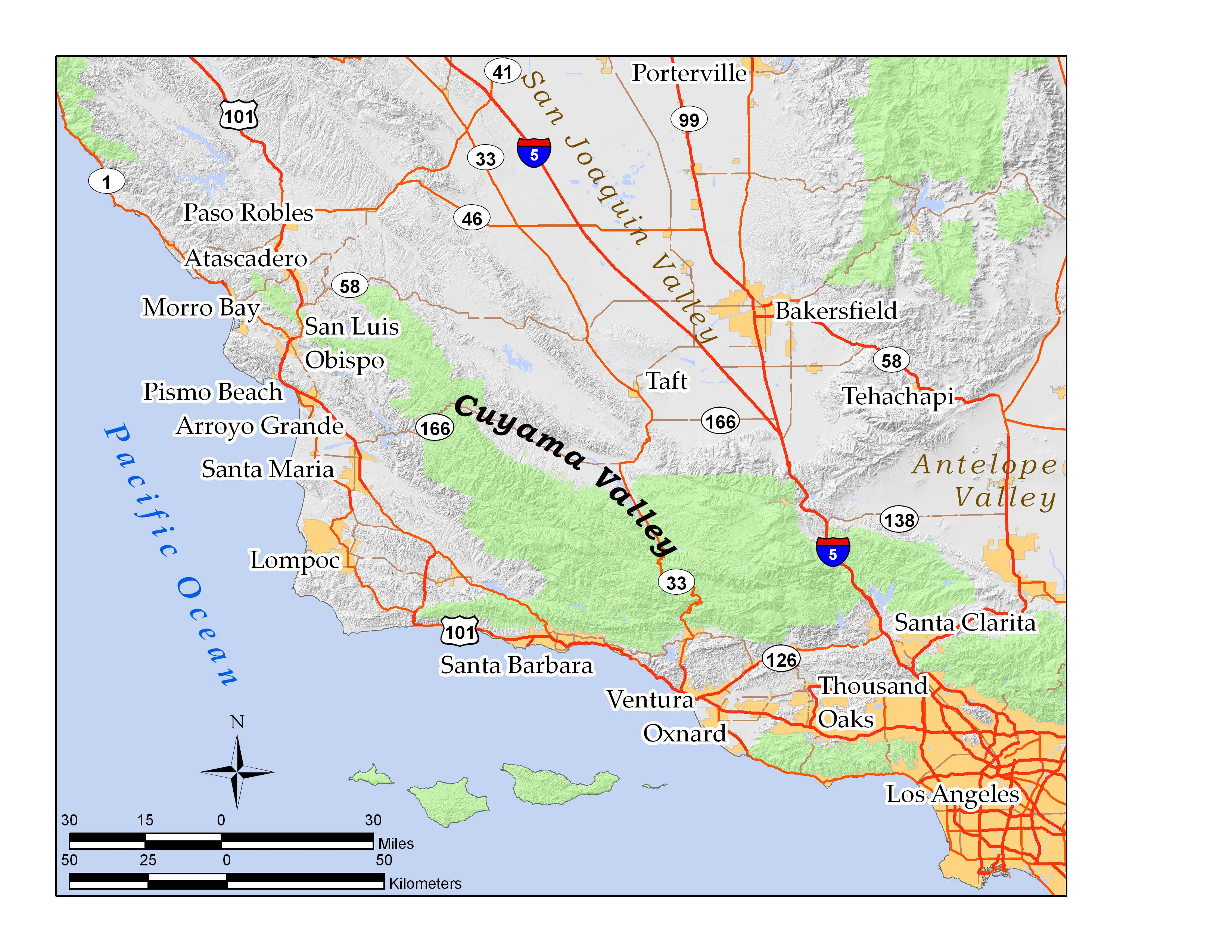
Lage des Cuyama Valley in Süd- und Zentralkalifornien: Grüne Gebiete sind staatliche Wälder und Nationalparks.

Das Cuyama Valley ist ein Tal am Cuyama River in der Mitte Kaliforniens im nördlichen Santa Barbara County, im südlichen San Luis Obispo County, im südwestlichen Kern County und nordwestlichen Ventura County. Es handelt sich um ein eher dünn besiedeltes Gebiet mit zwei ausgeprägten Städten – Cuyama und New Cuyama –, das weitgehend für Viehzucht, Ackerbau sowie die Rohöl und Erdgasgewinnung genutzt wird. California State Route 166 verläuft fast über die ganze Länge des Tals und verbindet die Küstenorte Santa Maria und Arroyo Grande mit dem Kalifornischen Längstal bei Bakersfield.

## Geographie
Das Tal umfasst eine Fläche von etwa 300 Quadratkilometern, die von allen Seiten von Bergen eingerahmt wird. Der Cuyama River entwässert das Tal durch einen schmalen Canyon zwischen den Sierra Madre Mountains im Süden und der La Panza Range im Norden. Von seinem Quellgebiet nördlich der California State Route 33 weitet sich das Tal bis zu seiner größten Breite. Diese liegt etwa da, wo sich die Routen 166 und 33 schneiden und die Grenzen der vier Countys treffen, die Anteil am Tal haben. Danach verengt sich das Tal wieder, bis der Fluss auf seinem Weg zum Ozean zwischen den Bergketten verschwindet. Die landwirtschaftlich genutzten Teile liegen weitgehend in der Mitte, wo das Tal eine breite Schwemmlandebene ist.
Nördlich des Tales liegt die etwa 1500 Meter hohe Caliente Range, gegenüber liegt die Carrizo Plain. Im Osten und Südosten liegt das hohe Hinterland des Ventura Countys, zu dem der Mount Pinos als höchster Gipfel der Region gehört. Der äußerste Nordosten des Tales liegt an der San-Andreas-Verwerfung, die hier eine niedrige Ansammlung von Hügeln bildet, über die Route 166 hinwegführt; dahinter liegen das südliche San Joaquin Valley und Bakersfield. Der Los Padres National Forest grenzt im Süden, Osten und Nordosten an das Cuyama Valley; der Großteil des Landes im Norden, einschließlich weiter Teile der Caliente Range gehört dem Bureau of Land Management.
Geologisch handelt es sich bei dem Tal um eine alluvial gefüllte Synklinale, das zwischen 600 und 800 Meter über dem Meeresspiegel liegt. Das Gestein ist zumeist sedimentär und die aus dem Miozän stammende Monterey-Formation ist im Süden in den Ausläufern der Sierra Madre anstehend. Dort finden sich auch Formationen aus dem Pliozän und Pleistozän. Die Morales-Verwerfung trennt das Tal von der im Norden abrupt sich erhebenden Caliente Range. Der obere Teil des Tales, nördlich und nordöstlich des Pine Mountains, besteht aus Badlands.
Das Klima ist semi-arid mit heißen Sommern und kühlen Wintern. Fast der gesamte Niederschlag fällt in den Wintermonaten in Form von Regen, obwohl gelegentlich Schnee auftritt. Die jährliche Niederschlagsmenge beträgt etwa 100 mm, womit der Talgrund zu den trockensten Gegenden im Küstenbereich der Mitte Kaliforniens gehört, obwohl das Tal zum Meer hin offen und deswegen gelegentlich maritimen Einfluss ausgesetzt ist. Die vorherrschende ursprüngliche Vegetation des Tales sind Grasland und Gestrüpp, Chaparral und Eichenwälder wachsen auf den Hügeln im Süden.

## Geschichte
Die ursprünglichen Einwohner des Tales waren Indianer vom Stamm der Chumash. Anfang des 19. Jahrhunderts trafen die ersten europäischen Siedler ein und gegen Ende der mexikanischen Periode wurde das Tal in zwei Landentwicklungsgebiete geteilt. Die primäre Landnutzung war die Abweidung durch Vieh, obwohl Ende des 19. Jahrhunderts in Seitentälern, in denen mehr Wasser vorhanden war, vereinzelt Landwirtschaft entstand. Im Jahr 1939 wurden erstmals erfolgreich Bohrungen nach dem tief liegenden Grundwasser durchgeführt und das Tal wandelte sich durch Bewässerung in ein landwirtschaftliches Gebiet.
Die wirtschaftliche Entwicklung war bis 1948 langsam, als auf der Russel Ranch Erdöl gefunden wurde. Ein Jahr später wurde das South-Cuyama-Ölfeld erschlossen. Die Richfield Oil Company, später ein Teil der Atlantic Richfield Company, erbaute die Stadt New Cuyama, um ihre Arbeiter und die für sie bestimmten Dienstleistungen unterzubringen. Das gewonnene Öl wurde durch eine Pipeline zu einer Raffinerie nach Long Beach gepumpt. Anfang der 1950er-Jahre lag das Cuyama Valley hinsichtlich der Rohölförderung an vierter Stelle in Kalifornien.
Als die Ölproduktion zurückging – es wird geschätzt, dass nur noch zwei Prozent der Vorräte des South-Cuyama-Ölfeldes übrig sind – wurde die Landwirtschaft erneut zur Hauptaktivität im Tal. Der starke Anstieg der Rohölpreise 2007 und 2008 hat allerdings erneut das Interesse geweckt und E&B Natural Resources hat die Förderrecht an dem Ölfeld von Hallador Petroleum erworben.